# Международный стадион Алеппо
Международный стадион Але́ппо (араб. ملعب حلب الدولي‎; англ. Aleppo International Stadium) — многоцелевой стадион в крупнейшем городе Сирии — Алеппо. Вмещает 75 тысяч зрителей и является крупнейшим стадионом Сирии и всего Леванта, и одним из крупнейших стадионов Ближнего Востока. Является частью крупного спортивного комплекса.

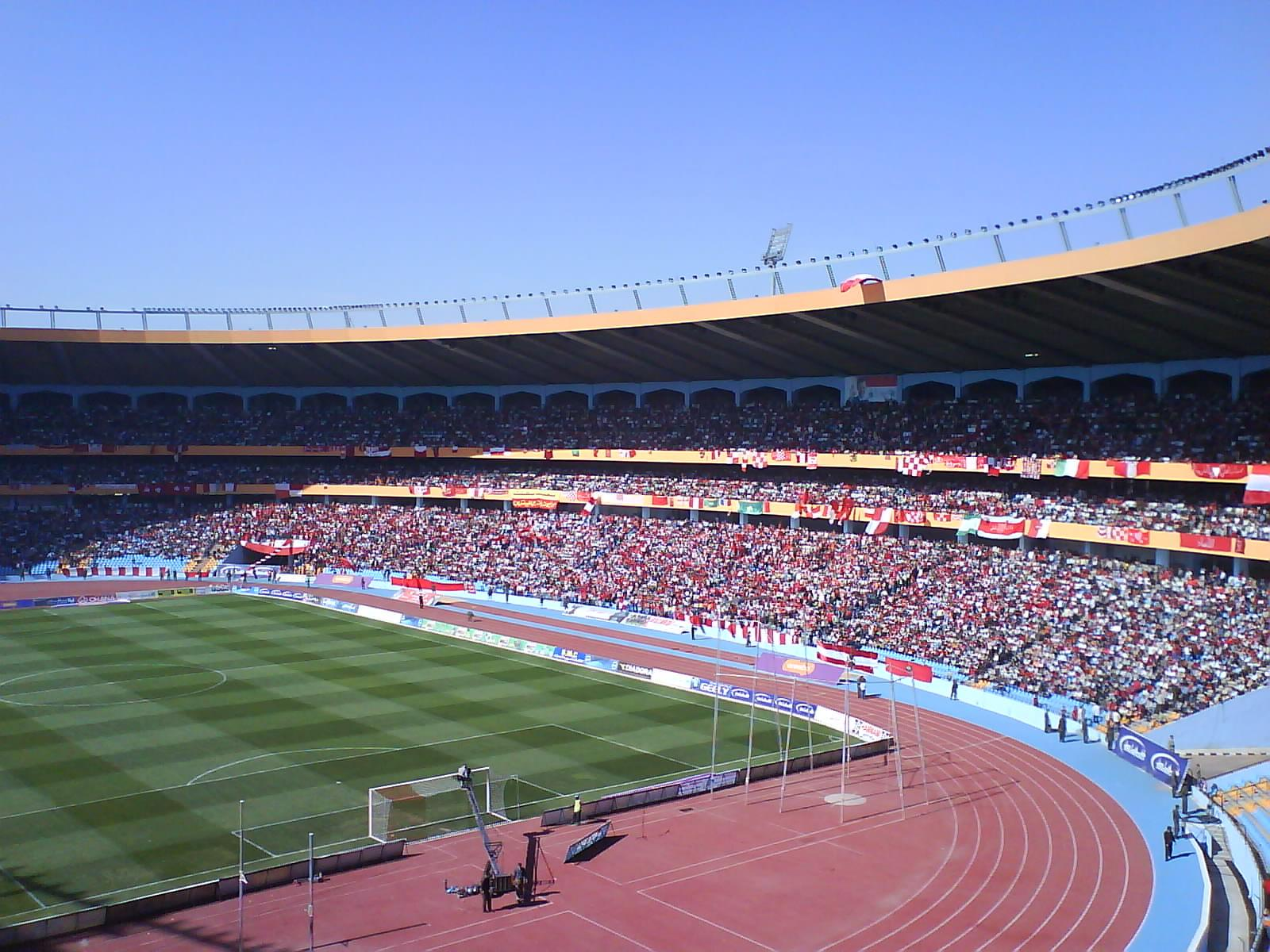
Стадион в марте 2009 года

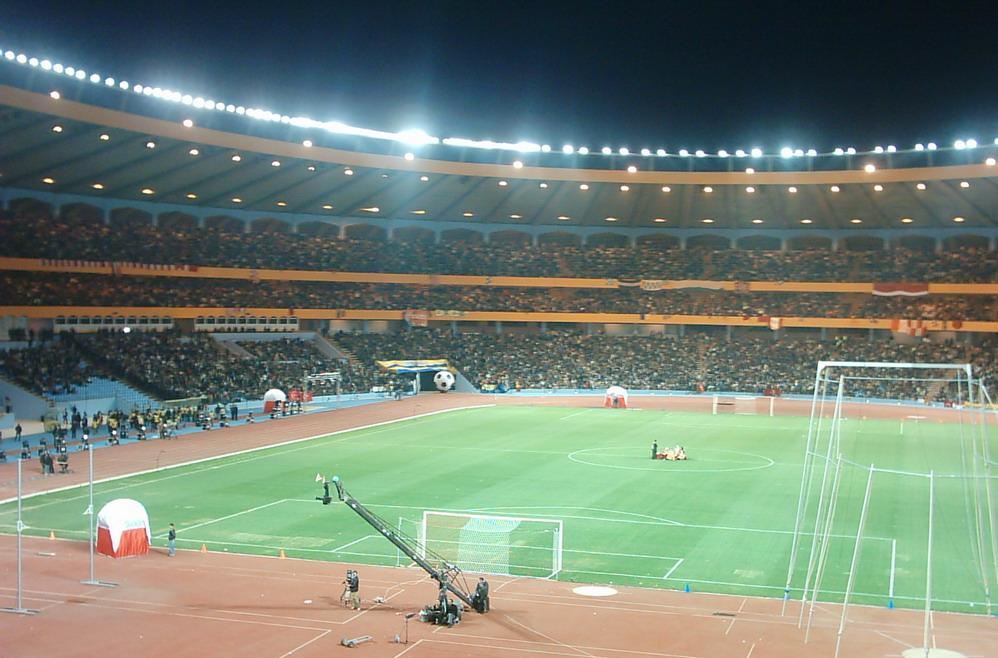
Стадион в августе 2009 года

Строительство стадиона началось в 1980 году по инициативе властей Сирийской Арабской Республики, в эпоху правления Хафеза Асада, по проекту архитекторов из Польской Народной Республики. Полное завершение строительства стадиона планировалось к 1987 году, но из-за финансовых проблем в Сирии, строительство вскоре было заморожено, и отложено на неопределенный срок. Лишь к 2003 году строительство возобновилось, и к 2007 году строительство 75-тысячного стадиона было полностью завершено. Торжественное открытие стадиона состоялось 3 апреля 2007 года, в полном стадионе с 75000 болельщиков товарищеским матчем между футбольными клубами «Аль-Иттихад» из Алеппо и турецким клубом «Фенербахче», который закончился со счётом 2:2. В торжественном открытии стадиона участвовал президент Сирии — Башар Асад.
До 2011 года, на стадионе проводил свои домашние матчи местный футбольный клуб «Аль-Иттихад». Также на этом стадионе проводила некоторые свои домашние матчи сборная Сирии по футболу, которая также проводила свои матчи на 30-тысячном стадионе «Аббасийин» в столице страны Дамаске. Кроме футбольных матчей, на стадионе проводились и другие спортивные соревнования и турниры, такие как легкая атлетика, а также различные государственные, национальные и городские праздники и мероприятия.
После начала полномасштабной гражданской войны в Сирии в марте 2011 года, стадион был фактически закрыт. Лишь изредка до 2012 года в нем проводились матчи. После начала боевых действий в Алеппо в июле 2012 года, стадион сильно пострадал из-за обстрелов, взрывов и авиаударов. Повреждения получили как фасад стадиона, так и внутренняя часть, в том числе трибуны и само футбольное поле. После относительного мира после освобождения Алеппо от рук террористов в конце 2016 года, в 2017 году при поддержке иранских властей началось поэтапное восстановление стадиона.